# Luh Kel
Turran Coleman (nascido em 20 de maio de 2002), conhecido profissionalmente como Luh Kel, é um cantor e rapper americano. Ele ganhou popularidade após lançar seu primeiro single profissional “Wrong” em 2019, que alcançou o número 37 na Billboard Hot R&B/Hip-Hop Songs.

## Vida pregressa
Kel nasceu em St. Louis, (Missouri). Ele começou a fazer rap freestyle com seu primo, Kai, e ganhou popularidade no Instagram, inicialmente gravando músicas na casa de seus avós.

## Carreira
Kel lançou seu single “Wrong” em 5 de abril de 2019. A música alcançou o número 37 na parada Billboard Hot R&B/Hip-Hop Songs. Foi certificado ouro pela RIAA. “Wrong” lhe rendeu reconhecimento global, com a música sendo tocada em todo o mundo, compartilhada em serviços de streaming e plataformas de mídia social como YouTube e TikTok.

## Discografia

### Álbuns de estúdio
| Título         | Detalhes | Posições do gráfico de pico | Posições do gráfico de pico | Posições do gráfico de pico | Posições do gráfico de pico |
| Título         | Detalhes | EUA                         | EUA R&B                     | EUA Heat                    | EUA Indie                   |
| -------------- | --- | --------------------------- | --------------------------- | --------------------------- | --------------------------- |
| Mixed Emotions | - Lançado: 15 de novembro de 2019 - Gravadora: Cinematic Music Group - Formato: Download digital, Streaming | 188                         | 25                          | 6                           | 30                          |
| L.O.V.E.       | - Lançado: 23 de outubro de 2020 - Gravadora: Cinematic Music Group - Formato: Download digital, Streaming  | —                           | —                           | —                           | —                           |

### Como artista principal
| Título                         | Ano  | Posições do gráfico de pico | Posições do gráfico de pico | Posições do gráfico de pico | Certificações   | Album            |
| Título                         | Ano  | EUA Bub.                    | EUA R&B/HH                  | EUA R&B                     | Certificações   | Album            |
| ------------------------------ | ---- | --------------------------- | --------------------------- | --------------------------- | --------------- | ---------------- |
| "Wrong" (solo ou com Lil Tjay) | 2019 | 1                           | 37                          | 7                           | - RIAA: Platina | Mixed Emotions   |
| "BRB"                          | 2019 | —                           | —                           | —                           | - RIAA: Ouro    | Mixed Emotions   |
| "Old Me"                       | 2019 | —                           | —                           | —                           |                 | Não álbum-single |
| "Pull Up"                      | 2019 | —                           | —                           | —                           | - RIAA: Ouro    | Mixed Emotions   |
| "Cold Heart"                   | 2019 | —                           | —                           | —                           |                 | Mixed Emotions   |
| "Movie" (destacando PnB Rock)  | 2019 | —                           | —                           | —                           |                 | Mixed Emotions   |
| "Y.O.U."                       | 2020 | —                           | —                           | —                           |                 | L.O.V.E.         |
| "How To Love"                  | 2020 | —                           | —                           | —                           |                 | L.O.V.E.         |
| "Want You"                     | 2020 | —                           | —                           | —                           |                 | L.O.V.E.         |
| "Real"                         | 2020 | —                           | —                           | —                           |                 | L.O.V.E.         |

### Aparições de convidados
| Título        | Ano  | Outros artistas | Álbum |
| ------------- | ---- | --------------- | ----- |
| "Dripped Out" | 2020 | Quando Rondo    | QPac  |